# جزایر شمالگانی روسیه

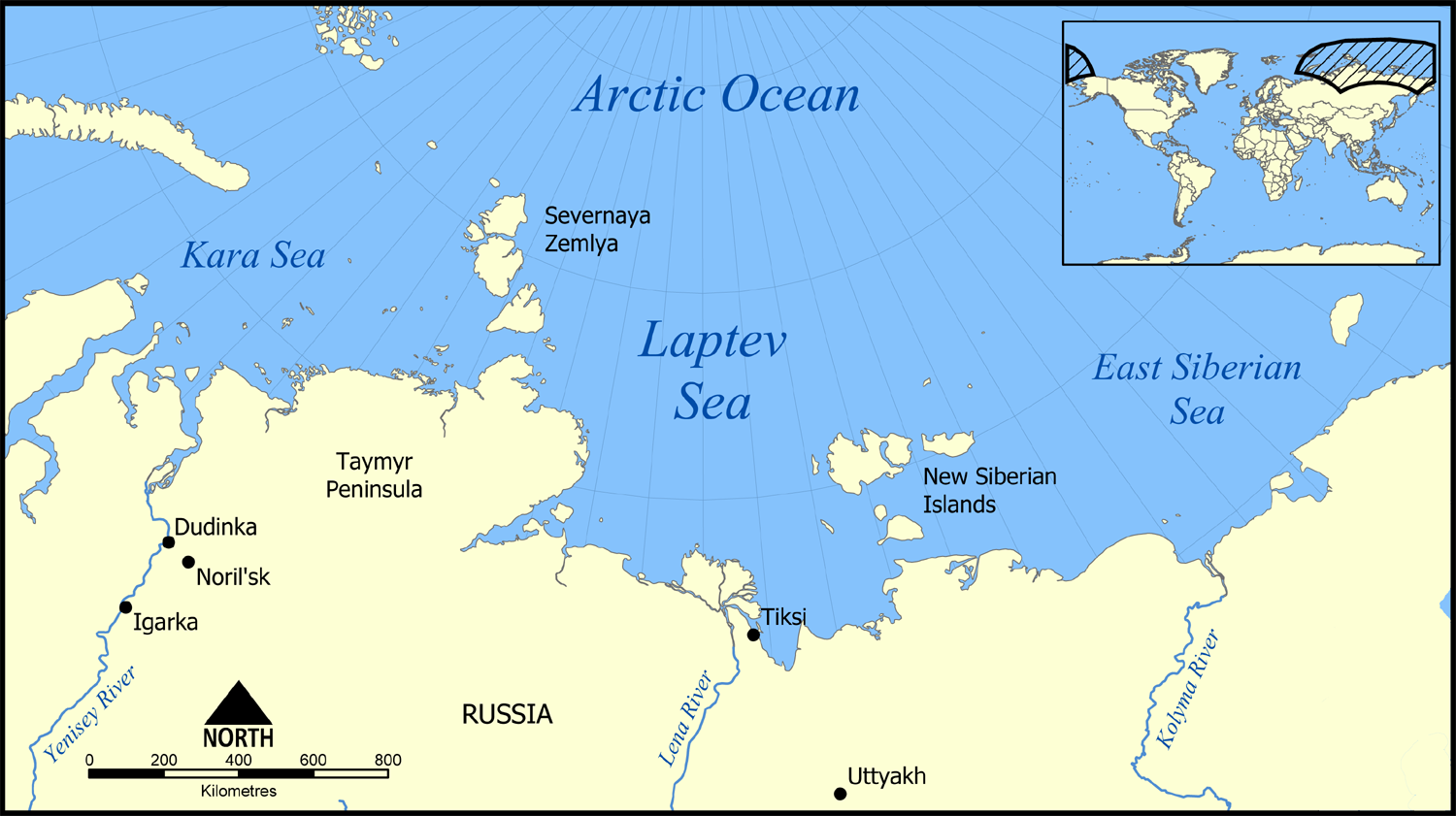
نقشه جزایر شمالگانی روسیه

جزایر شمالگانی روسیه (انگلیسی: Russian Arctic islands) به گروهی از جزایر و تعدادی جزیره منفرد گفته می‌شود که در اقیانوس شمالگان پراکنده‌اند.
این جزایر در بالای مدار شمالگان و در دریاهای کناری اقیانوس شمالگان مانند دریای بارنتز، دریای کارا، دریای لاپتف، دریای سیبری شرقی، دریای چوکچی، دریای برینگ و در پهنه‌ای به طول ۷٬۰۰۰ کیلومتر از کارلیا در غرب تا شبه‌جزیره چوکچی در شرق پراکنده شده‌اند.
جزیره سورنی با مساحت ۴۸٬۹۰۴ کیلومتر مربع بزرگ‌ترین جزیره در میان جزایر شمالگانی روسیه است. این جزیره پس از ساخالین، دومین جزیره بزرگ روسیه و چهارمین جزیره بزرگ اروپا به‌شمار می‌رود.